# 贞纯亲王
贞纯亲王（870年代—916年6月10日），是日本平安时代初期的亲王、清和天皇六子，号桃园亲王。宽政重修诸家谱将其列为清和源氏始祖。

## 简介
曾任上总国、常陆国的太守和中务卿、兵部卿。
因子经基、经生臣籍降下赐姓源氏，故被认为是清和源氏始祖。

## 家系[2]
- 父：清和天皇
- 母：棟貞王（日语：栋贞王）（葛井亲王子）女
- 妻：源柄子（文德天皇子源能有女）
  - 子：经基
  - 异母子：经生[註 1]